# Nés en 68
Pour plus de détails, voir Fiche technique et Distribution.
Nés en 68 est un film dramatique français de 2008, réalisé par Olivier Ducastel et Jacques Martineau. Il raconte la vie de jeunes qui ont vingt ans lors des événements de Mai 1968, jusqu'à nos jours. Une version longue, en deux épisodes, est créée pour la télévision.

## Synopsis
Mai 1968. Catherine, Yves et Hervé sont tous les trois étudiants à la Sorbonne. Ils ont 20 ans et forment un trio amoureux. Les révoltes de mai vont radicalement changer leur vie. Catherine se fait avorter clandestinement et manque de mourir. Dans l’élan des émeutes, les trois amis décident avec des camarades de partir s’installer dans le Lot, près de Figeac, pour fonder une communauté. Au début, ils vivent « d’amour et d’eau fraîche » mais sont vite rappelés à la réalité par le manque d’argent et la dureté du travail à la ferme. La volonté de s’accomplir individuellement les sépare. Catherine se retrouve seule avec ses deux enfants, Ludmilla et Boris, car même Yves, leur père, est retourné à Paris. Elle résiste, aidée par Maryse, une voisine qui a un fils, Christophe, du même âge que sa fille. Le film énumère les aventures de la communauté jusqu'à nos jours, au travers des faits socialement marquants des différentes périodes, avec par exemple 1989 et la chute du mur de Berlin. Cette année-là, les enfants quittent la ferme : Ludmilla épouse Farivar, un Iranien ; Boris et Christophe, homosexuels, vivent ensemble. Mais arrive le SIDA et le scandale du sang contaminé. Boris s'engage dans le combat des sans papiers de l'église Saint-Bernard et rencontre Vincent, un volontaire chez AIDES avec qui il rêve de mariage et d’adoption. Quant à Catherine, elle ne veut toujours pas quitter le Lot et renoncer à ses idéaux des années 1970. Le film se termine avec l'élection de Nicolas Sarkozy, en mai 2007,.

## Fiche technique
- Réalisation : Olivier Ducastel et Jacques Martineau
- Scénario : Olivier Ducastel et Jacques Martineau
- Dialogues : Olivier Ducastel et Jacques Martineau
- Collaboration au scénario : Catherine Corsini, Guillaume Le Touze et François-Olivier Rousseau
- Assistant réalisateur : Sébastien Matuchet
- Production : Philippe Martin et Lola Gans
- Musique : Philippe Miller
- Directeur de la photographie : Matthieu Poirot-Delpech
- Montage : Dominique Gallieni
- Ingénieur du son : Régis Muller, Julien Bourdeau et Olivier Dô Hùu
- Chef décorateur : Denis Moutereau
- Coiffeur : Laurent Blanchard
- Costumière : Catherine Rigault
- Maquilleuse : Valérie Théry-Hamel
- Directeur du casting : Antoine Carrard
- Date de sortie : 
  - France : 21 mai 2008
- Durée : 173 minutes (cinéma), 205 minutes en deux épisodes (télévision)

## Distribution
- Laetitia Casta : Catherine / la jeune fille au drapeau rouge
- Yannick Renier : Yves
- Yann Trégouët : Hervé
- Christine Citti : Maryse
- Marc Citti : Serge
- Sabrina Seyvecou : Ludmilla, la fille de Catherine et Yves
- Théo Frilet : Boris, le fils de Catherine et Yves
- Édouard Collin : Christophe
- Kate Moran : Caroline
- Fejria Deliba : Dalila
- Gaëtan Gallier : Michel
- Osman Elkharraz : Joseph, le fils de Dalila et Michel
- Slimane Yefsah : Farivar, le mari iranien de Ludmilla
- Karl Weiler : Boris (enfant), le plus jeune fils de Catherine
- Matthias Van Khache : Jean-Paul
- Thibault Vinçon : Vincent, l'ami de Boris
- Marilyne Canto : Dominique, la compagne d'Yves
- Alain Fromager : Antoine, l'ami de Catherine
- Sophie Barjac : la mère de Catherine
- Pierre-Loup Rajot : le père de Catherine
- Nicolas Beaucaire : le proviseur
- Yves Verhoeven

## Production

### Tournage
Certaines scènes du film ont été tournées à Vincennes, notamment les manifestations d'Act Up-Paris à la fin des années 1980. D'autres scènes ont été tournées à Figeac dans le Lot.
Ce film est sorti au cinéma pour le quarantième anniversaire de Mai 68 et à la télévision dans une version d'une demi-heure plus longue, en deux épisodes.

## Distinctions
Laetitia Casta reçoit le Swann d'Or 2008 de la meilleure actrice au Festival du film de Cabourg pour son rôle dans Nés en 68.